# Hipparchia macrophthalma
Hipparchia macrophthalma är en fjärilsart som beskrevs av Eduard Friedrich Eversmann 1851. Hipparchia macrophthalma ingår i släktet Hipparchia och familjen praktfjärilar. Inga underarter finns listade i Catalogue of Life.